# Barreiras
Barreiras város Brazíliában, Bahia államban. Lakosainak száma 159 734 fő (2022). Barreiras Luis Eduardo Magalhaes, Catolândia, Angical, Baianópolis, Riachão das Neves, Dianópolis, Formosa do Rio Preto, Novo Jardim, Ponte Alta do Bom Jesus és São Desidério községekkel határos.

## Népesség
A település népességének változása:
| Lakosok száma | 131 849 | 137 427 | 153 918 | 156 975 | 158 432 | 159 734 |
|               | 2000    | 2010    | 2015    | 2020    | 2021    | 2022    |